# Новомихайловка (Локтівський район)
Новомиха́йловка (рос. Новомихайловка) — село у складі Локтівського району Алтайського краю, Росія. Входить до складу Новомихайловської сільської ради.

## Населення
Населення — 239 осіб (2010; 272 у 2002).
Національний склад (станом на 2002 рік):
- росіяни — 99 %